# کورمارانش-آن-بوژی
کورمارانش-آن-بوژی (به فرانسوی: Cormaranche-en-Bugey) یک کمون در فرانسه است که در Canton of Hauteville-Lompnes واقع شده‌است.

## خصوصیات
کورمارانش-آن-بوژی ۱۸٫۹۲ کیلومترمربع مساحت و ۸۵۷ نفر جمعیت دارد و ۸۵۰ متر بالاتر از سطح دریا واقع شده‌است.